# Cu Lee în Virginia
Cu Lee în Virginia, O poveste despre Războiul Civil American (With Lee in Virginia, A Story of the American Civil War, 1890) este o carte a autorului britanic G. A. Henty. A fost publicată de editura Blackie and Son din Londra. În limba română a apărut la Editura Contra Mundum în 2024 într-o traducere a Ancăi Irina Ionescu, cu o postfață de Walt Garlington.
Personajul principal, Vincent Wingfield, luptă pentru Statele Confederate ale Americii, chiar dacă este împotriva sclaviei. După cum sugerează titlul, el este membru al Armatei Virginiei de Nord (Army of Northern Virginia). Romanul lui Henty a fost citat de unii istorici literari ca un exemplu al simpatiei dreptei britanice pentru cauza Confederației; Jeffrey Richards⁠(d) citează cartea ca fiind „în mod semnificativ pro-sudică”.
Henty apără sclavia de-a lungul romanului, afirmând că, deși sclavia era capabilă de o cruzime „abominabilă” sub stăpâni brutali, „... în general, negrii de pe o moșie bine aranjată, cu stăpâni amabili, erau probabil o clasă de oameni mai fericită decât muncitorii de pe orice moșie din Europa”.
La sfârșitul romanului, Henty îi face pe foștii sclavi ai familiei Wingfield să se întoarcă și să continue să lucreze pentru foștii lor proprietari.
Richards citează romanul ca un exemplu al credinței lui Henty în „incapacitatea” negrilor și notează că Cu Lee în Virginia susține că „un sistem de sclavie este acceptabil atâta timp cât proprietarii de sclavi își tratează sclavii în mod decent și uman”.
Nathaniel Cadle susține că narațiunea din Cu Lee în Virginia este pentru „romantizarea și simplificarea excesivă a relației dintre proprietarii de sclavi albi confederați și moștenirea lor neagră”.
Cartea a fost lăudată de revista de dreapta, neo-confederată Southern Partisan, care a descris romanul ca „genul de carte pe care cititorii revistei ar trebui să o dea mai departe fiilor lor. Politica conflictului nu este simplificată excesiv, dar părtinirea este una pe care cititorii revistei o aplaudă probabil”.

## Adaptare
Cartea a fost adaptată ca o producție de teatru radiofonic în 2015, cu interpretări de voce ale lui Kirk Cameron, Sean Astin și Chris Anthony.